# ストロナルシ石
ストロナルシ石（ストロナルシせき、 Stronalsite）は、1986年に発表された日本産新鉱物で、鉱物学者堀秀道などにより、高知県高知市の蓮台地域から発見された。 化学組成はSrNa2Al4Si4O16で、斜方晶系。長石(Feldspar)のグループに属し、既に発表されていたバナルシ石(Banalsite)(BaNa2Al4Si4O16)の命名にならって、学名は化学組成式から付けられている。 